# Stade municipal des Parcelles Assainies
Le Stade municipal des Parcelles Assainies est un stade de football situé dans les Parcelles Assainies, au Sénégal.

## Historique
En 2009, il accueille un tournoi de lutte sénégalaise. Un concert a été organisé en relation avec les deux villes d’Allemagne, Cologne et Berlin, cinq variétés musicales et dix-sept artistes internationaux en 2022.
Il a accueilli les huitièmes de finale de la Coupe du Sénégal de football la rencontre entre l’Association sportive et culturelle Jeanne d'Arc face au Guédiawaye Football Club.
La 23e journée du Championnat du Sénégal de football en 2022 s’est déroulée au Stade Municipal Des Parcelles Assainies entre As Douanes et As Dakar Sacré-Cœur. Ainsi que plusieurs matchs de ligue 1 sénégalais la 21e journée qui ont opposé As Douanes à As Pikine
Ainsi que l'As Dakar Sacré-Cœur face à US Gorée
En perspective d’une candidature à la CAN 2023 au Sénégal, plusieurs stades ont été rénovés et sélectionnés. En 2017 elle renouvelle sa candidature mais le Stade municipal des Parcelles Assainie n’y figure pas en raison de longs travaux initialement prévus pour 2017 elle est plusieurs fois reportée.
En effet, le 5 juin 2017, les travaux de réhabilitation et de mise aux normes du stade devaient débuter. Après plusieurs retards, ceux-ci ne débutent qu'à partir du 24 février 2019.
Des manifestations ont eu lieu en protestation vis a vis des lenteurs causées dans les travaux de renouvellement du stade,.

### Inauguration
Le meeting d’ouverture a eu lieu le 9 janvier 2022.

## Construction
La construction du stade municipal des Parcelles Assainies a été lancée en 2014, elle a couté cinq cent millions de francs CFA et les travaux ont duré sept années. Construit avec la société Galaxy Sport de l’ancien footballeur sénégalais Salif Diao.
Le stade a été inauguré le 13 novembre 2021 par le maire de Moussa Sy.